# Oropodisma willemsei
Oropodisma willemsei är en insektsart som beskrevs av Scott LaGreca och Messina 1977. Oropodisma willemsei ingår i släktet Oropodisma och familjen gräshoppor. Inga underarter finns listade i Catalogue of Life.